# Skin Trade (film)
Pour plus de détails, voir Fiche technique et Distribution.
Skin Trade est un thriller d'action américano-canado-thaïlandais réalisé par Ekachai Uekrongtham, sorti en 2014.
Le film met en vedette les acteurs Dolph Lundgren, Tony Jaa, Michael Jai White et Ron Perlman.

## Synopsis
Nick part en Asie à la poursuite du gangster serbe qui s'en est pris à sa famille. Sur place, il demande l'aide d'un policier thaïlandais. 

## Fiche technique
- Titre original et français : Skin Trade
- Titre thaïlandais : Skin Trade คู่ซัดอันตราย
- Réalisation : Ekachai Uekrongtham
- Scénario : Dolph Lundgren, Gabriel Dowrick et Steven Elder
- Direction artistique : Ek Iemchuen
- Costumes : Nirachara Wannalai
- Photographie : Ben Nott
- Montage : Victor Du Bois
- Musique : Jacob Groth
- Production : Craig Baumgarten, Dolph Lundgren et Mike Selby
- Sociétés de production : Baumgarten Management and Productions et SC Films International, SC International Pictures, Thor Pictures et Thorbak
- Sociétés de distribution : Magnet Realeasing (États-Unis), SC Films International (Thaïlande) et SND (France)
- Pays d'origine :  États-Unis,  Thaïlande,  Canada
- Langues originales : anglais, thaï
- Genre : Thriller, action
- Durée : 96 minutes
- Dates de sortie[4] : 
  - États-Unis, Canada : 7 novembre 2014 (AFM Premiere) ; 8 mai 2015 (sortie nationale)
  - Thaïlande : 23 avril 2015
  - France : 9 mai 2016 (sorti directement en DVD et Blu-ray)
- Public : 
  - États-Unis : R
  - France : tous publics

## Distribution

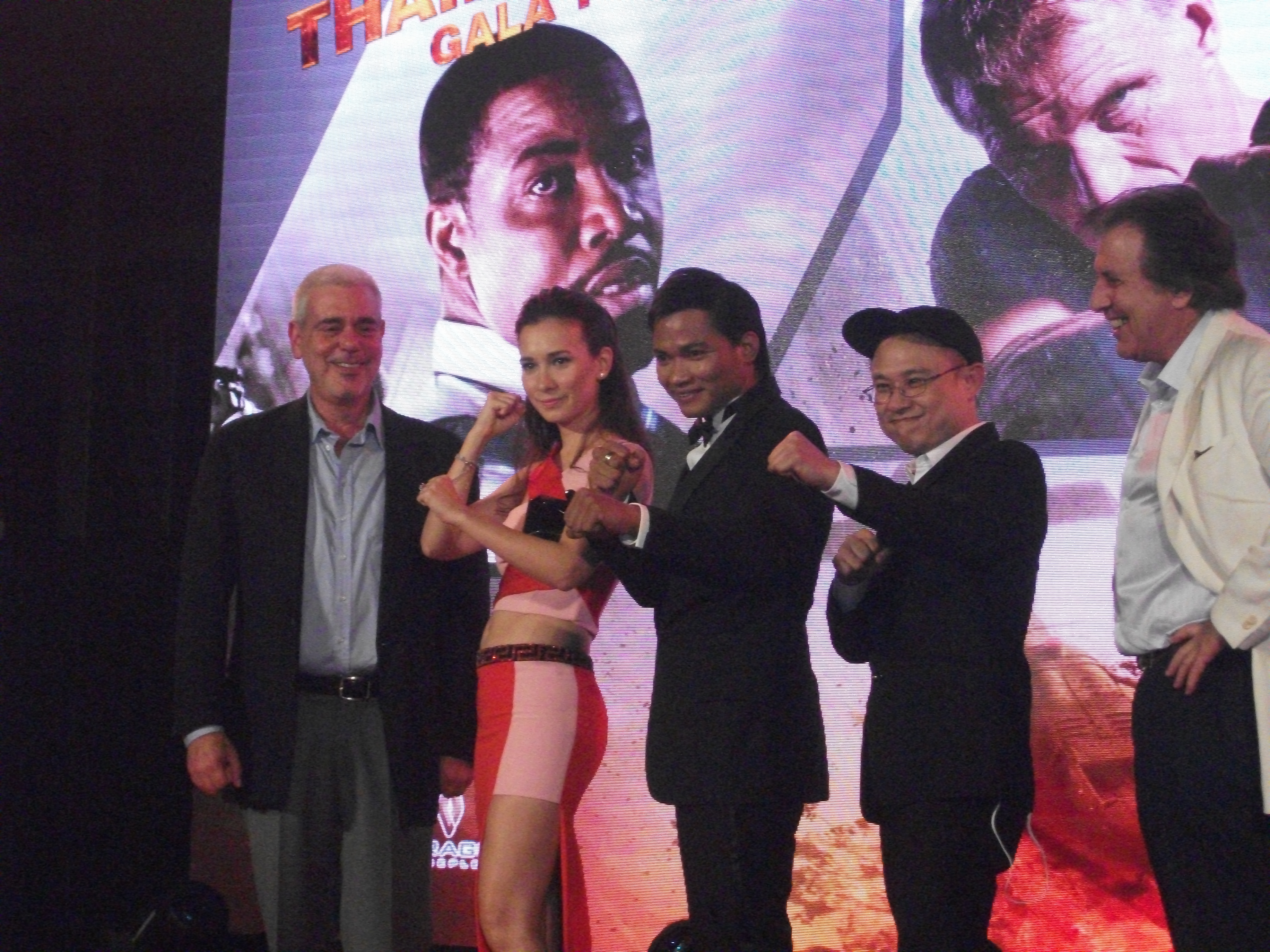
Celina Jade, Tony Jaa et Ekachai Uekrongtham à la conférence de presse de Skin Trade en Thaïlande en 2015

- Dolph Lundgren (VF : Luc Bernard) : le lieutenant Nick Cassidy
- Tony Jaa : Tony Vitayakul
- Michael Jai White (VFB : Claudio Dos Santos) : agent spécial Reed
- Ron Perlman (VFB : Martin Spinhayer) : Viktor Dragovic
- Celina Jade (VFB : Claire Tefnin) : Min
- Peter Weller (VFB : Philippe Résimont) : Costello
- Matthew James Ryder : Pongchai
- Sahajak Boonthanakit : Kong
- Mike Dopud (VFB : Sébastien Hébrant) : Goran Dragovic
- Leo Rano : Janko Dragovic
- David Westerman : Ivan
- Conan Stevens : Igor
- Michael Seby : Andre
- Tayme : Nung
- Tasya Teles : Rosa Cassidy
- Chloe Babcook : Sofia Cassidy
- Gigi Velicitat (VFB : Philippe Allard) : Kuzman
- Cary-Hiroyuki Tagawa (VFB : Patrick Donnay) : le sénateur Khat
- Bryce Hodgson : Dex
- Patrick Sabongui (en) : inspecteur Russell

 Source et légende : version française (VF) sur RS Doublage et selon le carton du doublage français sur le DVD zone 2.